# Ручьёвое
Ручьёвое (фин. Ojajärvi) — озеро на территории Севастьяновского сельского поселения Приозерского района Ленинградской области.

## Общие сведения
Площадь озера — 0,6 км². Располагается на высоте 34,9 метров над уровнем моря.
Форма озера продолговатая: вытянуто с севера на юг. Берега каменисто-песчаные, преимущественно скалистые.
Из южной оконечности озера вытекает безымянный водоток, впадающий в озеро Бобровское. из которого берёт начало река Севастьяновка, впадающая в озеро Невское, из которого вытекает река Новинка, которая, в свою очередь, втекает в озеро Вуоксу.
С запада от озера проходит линия железной дороги Выборг — Хийтола.
Название озера переводится с финского языка как «ручьёвое озеро».
Код объекта в государственном водном реестре — 01040300211102000012844.

## Галерея

Озеро Ручьёвое.
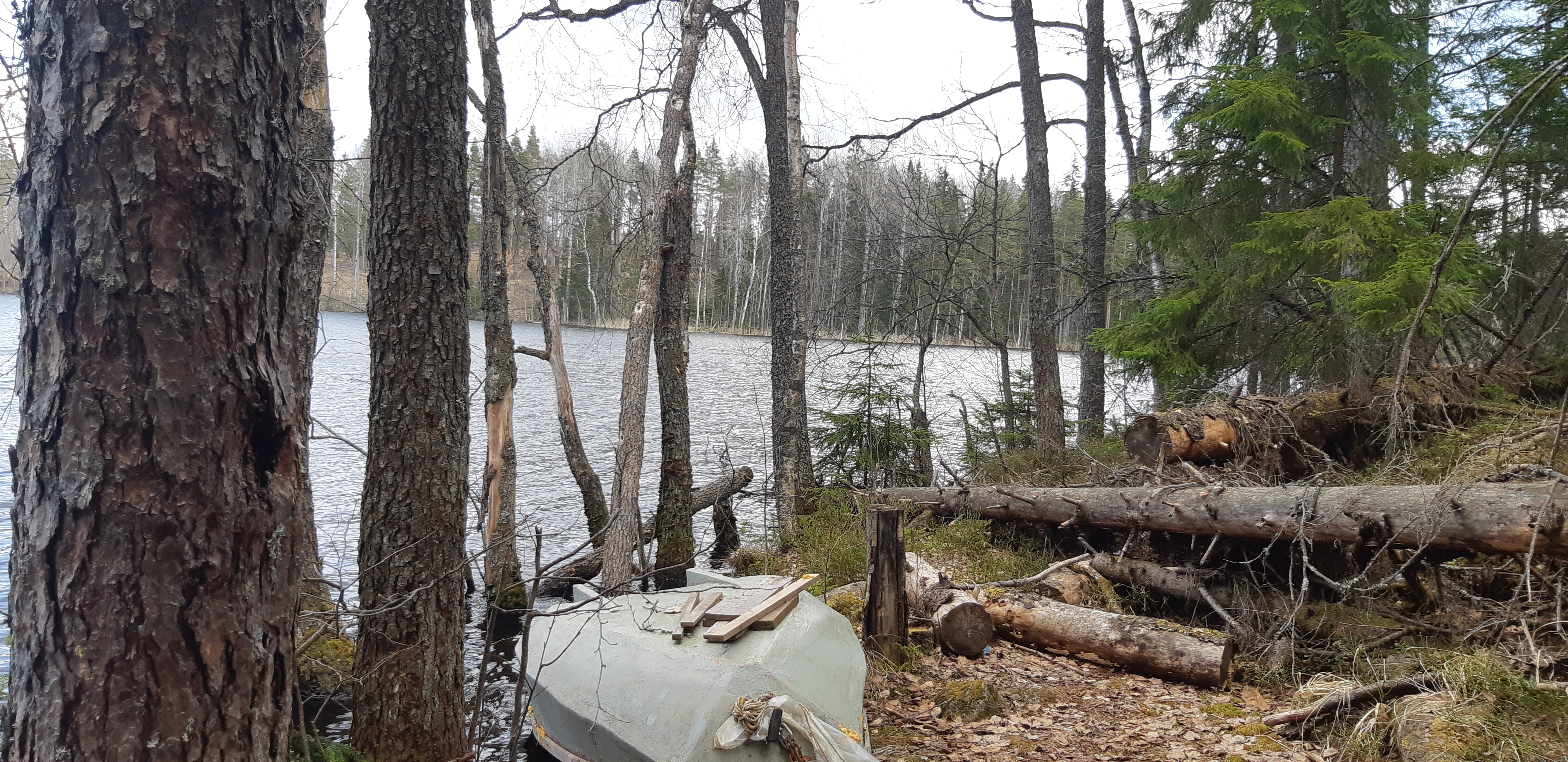
Западный берег.
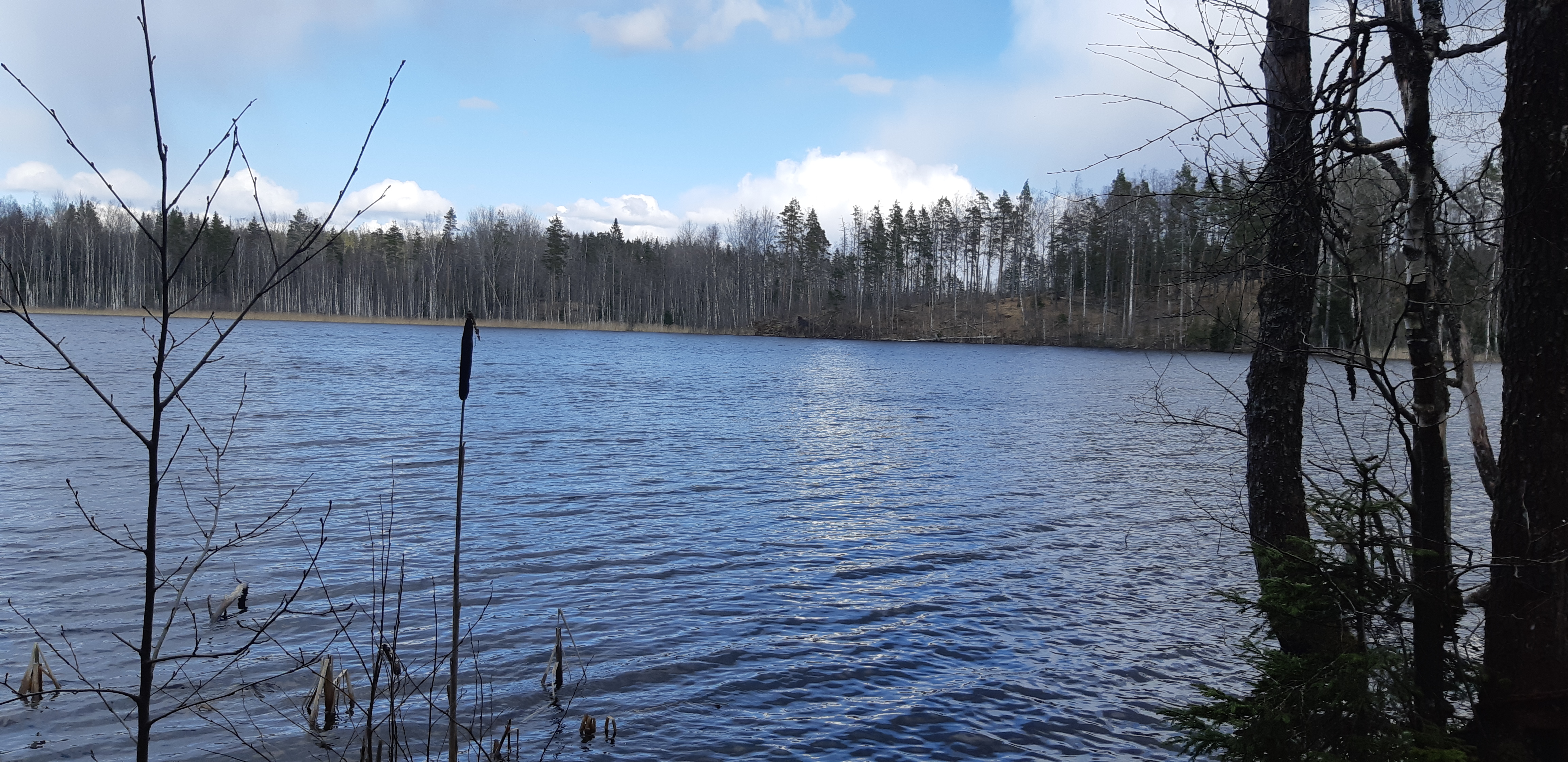
Западный берег близ деревни Ручьи.